# Xã Hadley, Quận Pike, Illinois
Xã Hadley (tiếng Anh: Hadley Township) là một xã thuộc quận Pike, tiểu bang Illinois, Hoa Kỳ. Năm 2010, dân số của xã này là 262 người.